# Plagnole
Plagnole (okzitanisch: Planhòla) ist eine französische Gemeinde mit 333 Einwohnern (Stand: 1. Januar 2022) im Département Haute-Garonne in der Region Okzitanien (zuvor Midi-Pyrénées). Sie gehört zum Arrondissement Muret und zum Kanton Cazères. Die Einwohner werden Plagnolais  genannt. 

## Geografie
Plagnole liegt auf der Wasserscheide zwischen den Flüssen Save und Touch, etwa 45 Kilometer südwestlich von Toulouse. Plagnole wird umgeben von den Nachbargemeinden Forgues im Nordwesten und Norden, Rieumes im Norden, Osten und Süden, Lautignac im Süden, Le Pin-Murelet im Südwesten sowie Monès im Westen.

## Bevölkerungsentwicklung
| Jahr                      | 1962 | 1968 | 1975 | 1982 | 1990 | 1999 | 2006 | 2013 | 2020 |
| Einwohner                 | 156  | 128  | 131  | 147  | 214  | 271  | 269  | 297  | 318  |
| Quelle: Cassini und INSEE |      |      |      |      |      |      |      |      |      |

## Sehenswürdigkeiten
- Kirche La Nativité-de-la-Sainte-Vierge

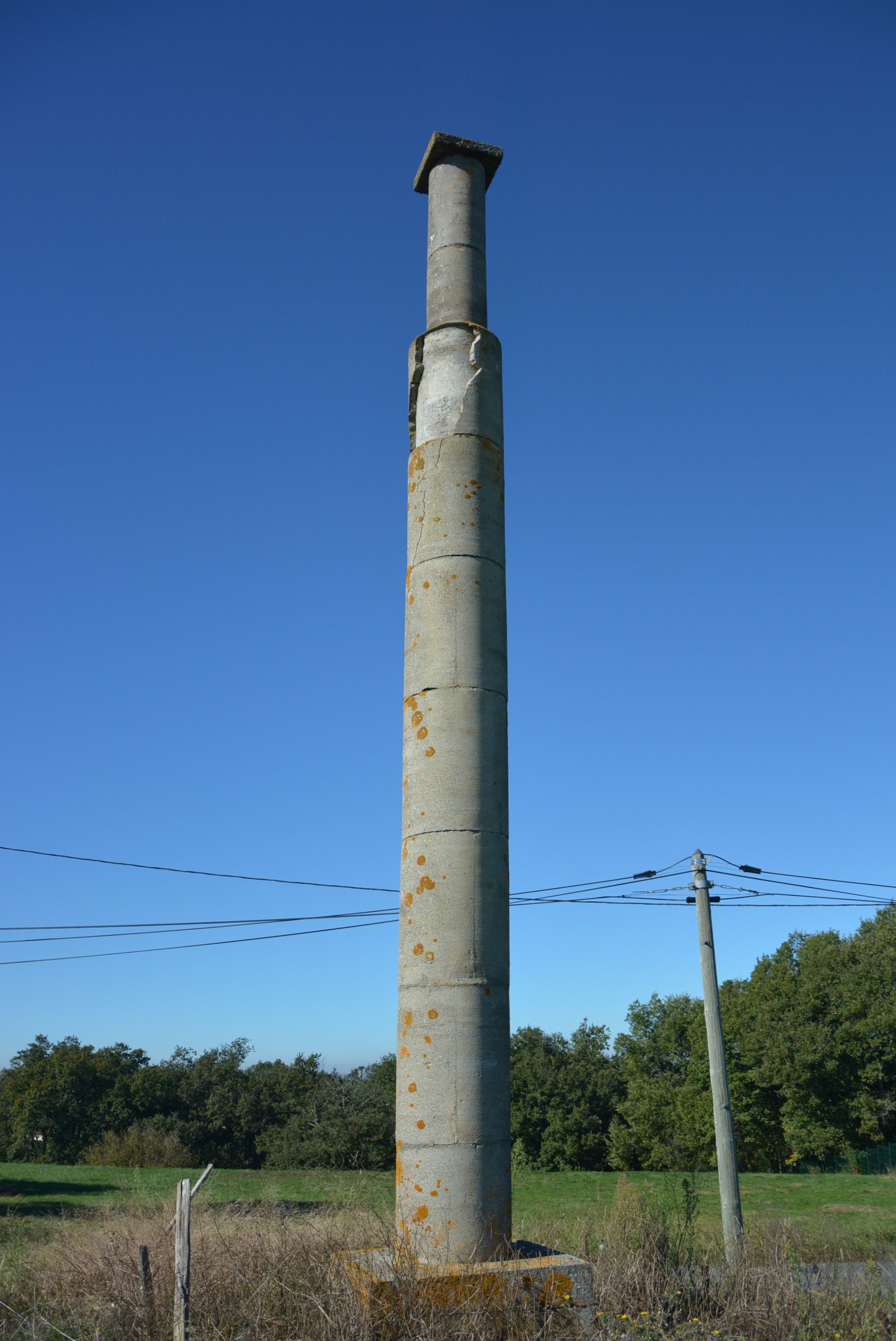
Geodätische Stele

- Taubenhaus
- alte Ziegelei
- geodätische Stele